# Embleton, Cumbria
För andra betydelser, se Embleton.
Embleton är en by och en civil parish i Storbritannien. Den ligger i grevskapet Cumbria och riksdelen England, i den centrala delen av landet, 400 km nordväst om huvudstaden London. Orten har 297 invånare (2001).
Kustklimat råder i trakten. Årsmedeltemperaturen i trakten är 6 °C. Den varmaste månaden är juli, då medeltemperaturen är 14 °C, och den kallaste är december, med −2 °C.